# Hàng không năm 1956
Đây là danh sách các sự kiện hàng không nổi bật xảy ra trong năm 1956:

## Chuyến bay đầu tiên

### Tháng 4
- 17 tháng 4 - SFECMAS Gerfaut II

### Tháng 5
- Aerfer Sagittario 2
- 26 tháng 5 - Sukhoi Su-9

### Tháng 7
- 20 tháng 7 - Aerotécnica AC-12
- 23 tháng 7 - Dassault Étendard II

### Tháng 8
- 1 tháng 8 - Aeritalia G.91
- 6 tháng 8 - Beechcraft Travel Air

### Tháng 9
- 10 tháng 9 - North American F-107

### Tháng 10
- 22 tháng 10 - XH-40 (nguyên mẫu Bell UH-1)

### Tháng 11
- 11 tháng 11 - Convair XB-58
- 17 tháng 11 - Dassault Mirage III

### Tháng 12
- 17 tháng 12 - Short SC.1
- 26 tháng 12 - F-106 Delta Dart

## Bắt đầu hoạt động
Tháng 2
- 24 tháng 2 - Gloster Javelin trong Phi đội số 46 RAF

Tháng 3
- 31 tháng 3 - A3D Skywarrior trong VAH-1

Tháng 4
- 16 tháng 4 - F4D Skyray trong VC-13

Tháng 7
- 31 tháng 7 - Avro Vulcan trong Phi đội số 83 RAF

Tháng 9
- 24 tháng 9 - Tupolev Tu-104 trong Aeroflot

Tháng 12
- 9 tháng 12 - Không đoàn Vận chuyển Quân sự 463 sử dụng những chiếc C-130 Hercules đầu tiên trong không quân Hoa Kỳ.